# Sorenson
Sorenson (auch Sorenson Video, Sorenson Video Quantizer oder SVQ) ist ein Video-Codec und zugleich Videoformat der Firma Sorenson Media. Das Format wird in älteren Apple-QuickTime- und Adobe-Flash-Video-Dateien verwendet.
Sorenson wurde erstmals 1998 zusammen mit QuickTime 3 veröffentlicht. Mit der Veröffentlichung des Kino-Trailers von Star Wars – Episode I erfuhr das Format 1999 als Teil der QuickTime 4 Software erstmals eine breite Verwendung.
Die zweite Version von Sorenson wurde im März 1999 veröffentlicht und enthielt nur geringe Verbesserungen, so dass damit erstellte Videos kompatibel zu früheren Decodern blieben. Sorenson Video 3 erschien zusammen mit QuickTime 5.0.2 im Juli 2001.
Nachdem sich Apple durch die Anwendung des MPEG-4-Standards vom Sorenson-Format abwendete, lizenzierte Sorenson Media die neuste Version seines Codecs als Sorenson Spark (Sorenson H.263) an Macromedia und wurde zusammen mit Macromedia Flash 6/MX im März 2002 veröffentlicht.